# 24 av. J.-C.
Cette page concerne l'année 24 av. J.-C. du calendrier julien.

## Événements
- Auguste rentre d'Espagne à Rome[1].
- Fondation de Nicopolis en Égypte[2].
- 25 et 24 av. J.-C. : voyage de Strabon en Égypte[3].
- En Judée, Hérode Ier le Grand, qui veut épouser la fille de Simon, fils de Boéthus, nomme celui-ci grand-prêtre de Jérusalem. Originaire d’Alexandrie, la famille de Boéthus joue un rôle important à la tête des Sadducéens[4].

## Décès
- Cornélius Népos, historien latin (né v. -99).